# Confine tra Afghanistan e Cina
Il confine tra Afghanistan e Cina descrive la linea di demarcazione tra questi due Stati. Ha una lunghezza di 76 km. Quando si attraversa il confine c'è il più grande cambiamento di fuso orario tra paesi (Afghanistan UTC+4:30, Cina UTC+8).

## Storia

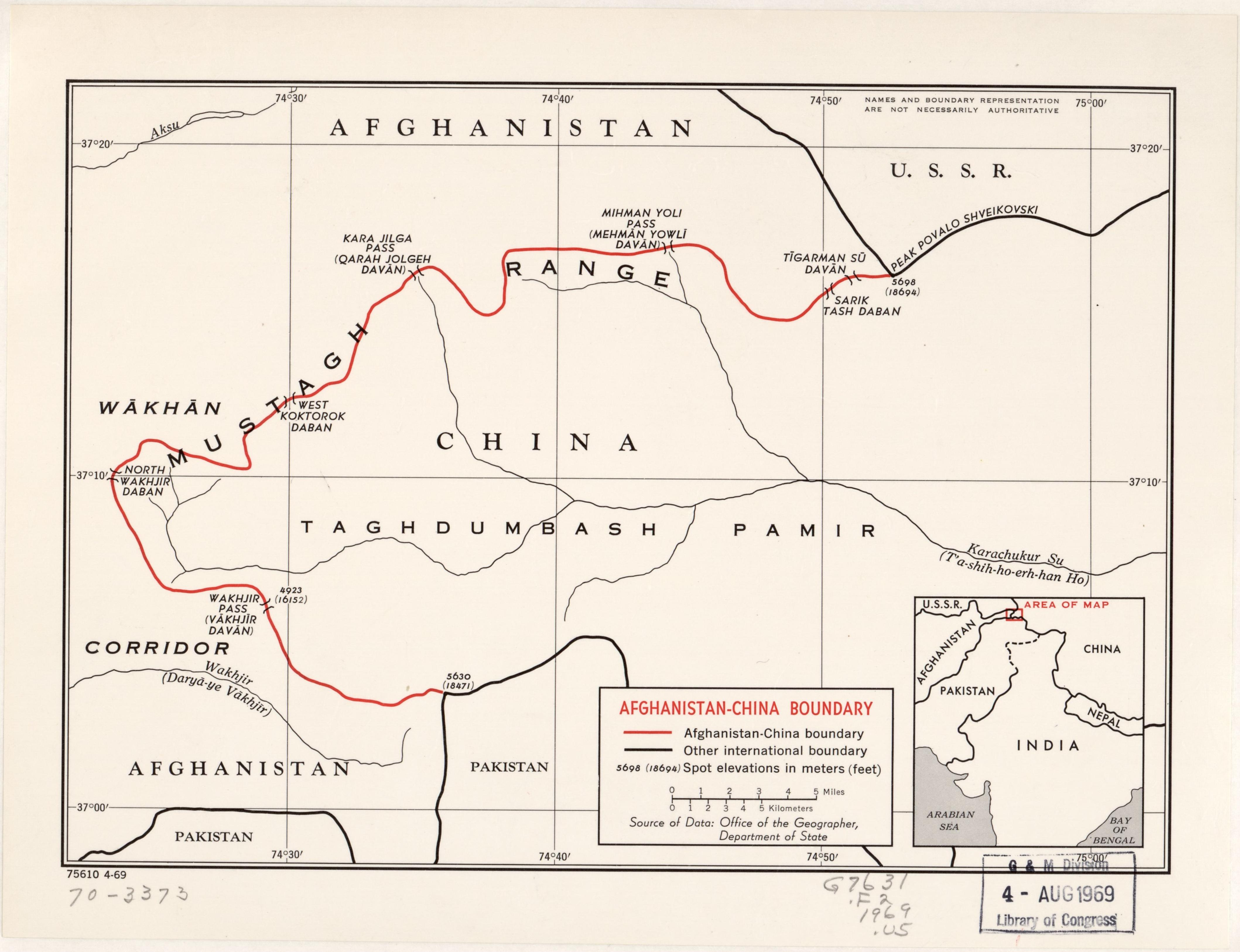
Confine tra l'Afghanistan e la Cina (1969)

L'area faceva parte della via della seta. Si ritiene che il famoso pellegrino buddista Xuánzàng abbia attraversato questo passaggio nel suo viaggio di ritorno in Cina intorno al 649.
L'Afghanistan confina con la Cina attraverso il corridoio del Wakhan. Il corridoio e il confine furono creati da un accordo tra l'Impero britannico e l'Impero russo nel 1895 come parte del Grande gioco (la rivalità tra Regno Unito e Russia per il controllo dell'Asia centrale), poiché serviva da zona neutra tra il Turkestan russo e l'India britannica. Tuttavia, i cinesi e gli afghani non raggiunsero un accordo definitivo in merito alla loro delimitazione fino al 1963. A quel tempo l'Afghanistan era chiamato Regno dell'Afghanistan.
Nel 1949 il confine fu chiuso dal governo cinese. L'Afghanistan ha ripetutamente chiesto alla Cina di aprire il confine nel corridoio di Vacan per motivi economici o come via di rifornimento alternativa per combattere l'insurrezione talebana, ma la Cina ha respinto la richiesta, in gran parte a causa di rivolte la provincia occidentale dello Xinjiang, che confina con il corridoio. Nel dicembre 2009, è stato riferito che gli Stati Uniti hanno chiesto alla Cina di aprire il corridoio. Si ritiene che, in tempi più recenti, il passo principale, il passo di Wakhjir, sia talvolta utilizzato come via di contrabbando e per il trasporto di oppio dall'Afghanistan alla Cina.

## Valichi di frontiera
Storicamente, il valico principale tra le due nazioni era il passo del Wakhjir, che è stato utilizzato per almeno un millennio dalla creazione della via della seta. Oltre al passo del Wakhjir, c'è anche il passo del Tegermansu che si trova all'estremità orientale del Piccolo Pamir.
I passi della valle di Chalachigu, la valle laterale cinese, sono chiusi ai visitatori; tuttavia, residenti e pastori nella zona vi ci possono accedere.